# Serianthes
Serianthes, biljni rod drveća i grmova iz porodice mahunarki. Postoji jedanaest priznatih vrsta u tropskoj Azije i otocima Pacifika. Rastu poglavito u kišnoj šumi, rijetko po otvorenim šumskim travnjacima.

## Vrste
1. Serianthes calycina Benth.
2. Serianthes ebudarum Fosberg
3. Serianthes germainii Guillaumin
4. Serianthes grandiflora Benth.
5. Serianthes hooglandii (Fosberg) Kanis
6. Serianthes kanehirae Fosberg
7. Serianthes lifouensis (Fosberg) I.C.Nielsen
8. Serianthes margaretiae I.C.Nielsen
9. Serianthes melanesica Fosberg
10. Serianthes minahassae (Koord.) Merr. & L.M.Perry
11. Serianthes myriadenia (Bertero ex Guill.) Planch. ex Benth.
12. Serianthes nelsonii Merr.
13. Serianthes petitiana Guillaumin
14. Serianthes robinsonii Fosberg
15. Serianthes rurutensis (F.Br.) I.C.Nielsen
16. Serianthes sachetae Fosberg
17. Serianthes vitiensis A.Gray